# مادام گیوتین (فیلم ۱۹۱۶)
مادام گیوتین (ایتالیایی: Madame Tallien، انگلیسی: Madame Guillotine) یک فیلم صامت به کارگردانی انریکو گواتزونی و ماریو کازرینی است که در سال ۱۹۱۶ منتشر شد. از بازیگران آن می‌توان به املتو نولی و لیدا بورلی اشاره کرد.